# La Coma (Monistrol de Calders)
La Coma és una masia de Monistrol de Calders (Moianès) inclosa a l'Inventari del Patrimoni Arquitectònic de Catalunya. És a prop del límit amb Calders i amb Moià, a la dreta de la riera anomenada la Golarda i a l'esquerra del Torrent de la Baga Cerdana. Es troba als peus, sud-oest, del Serrat de Baiones. Queda a uns 3 quilòmetres del seu cap de municipi, Monistrol de Calders, connectada per un camí rural asfaltat en bona part del seu recorregut.
Es tracta d'una important masia, gran, de planta quadrada i amb torricons en algun dels angles. Conté una ermita dedicada a la Mare de Déu del Consol. Està força documentada, al llarg de la història. Era una de les masies importants de la seva parròquia, i el seu amo fou en diversos moments al llarg dels segles XVI, XVII i XVIII batlle del terme.

## Descripció

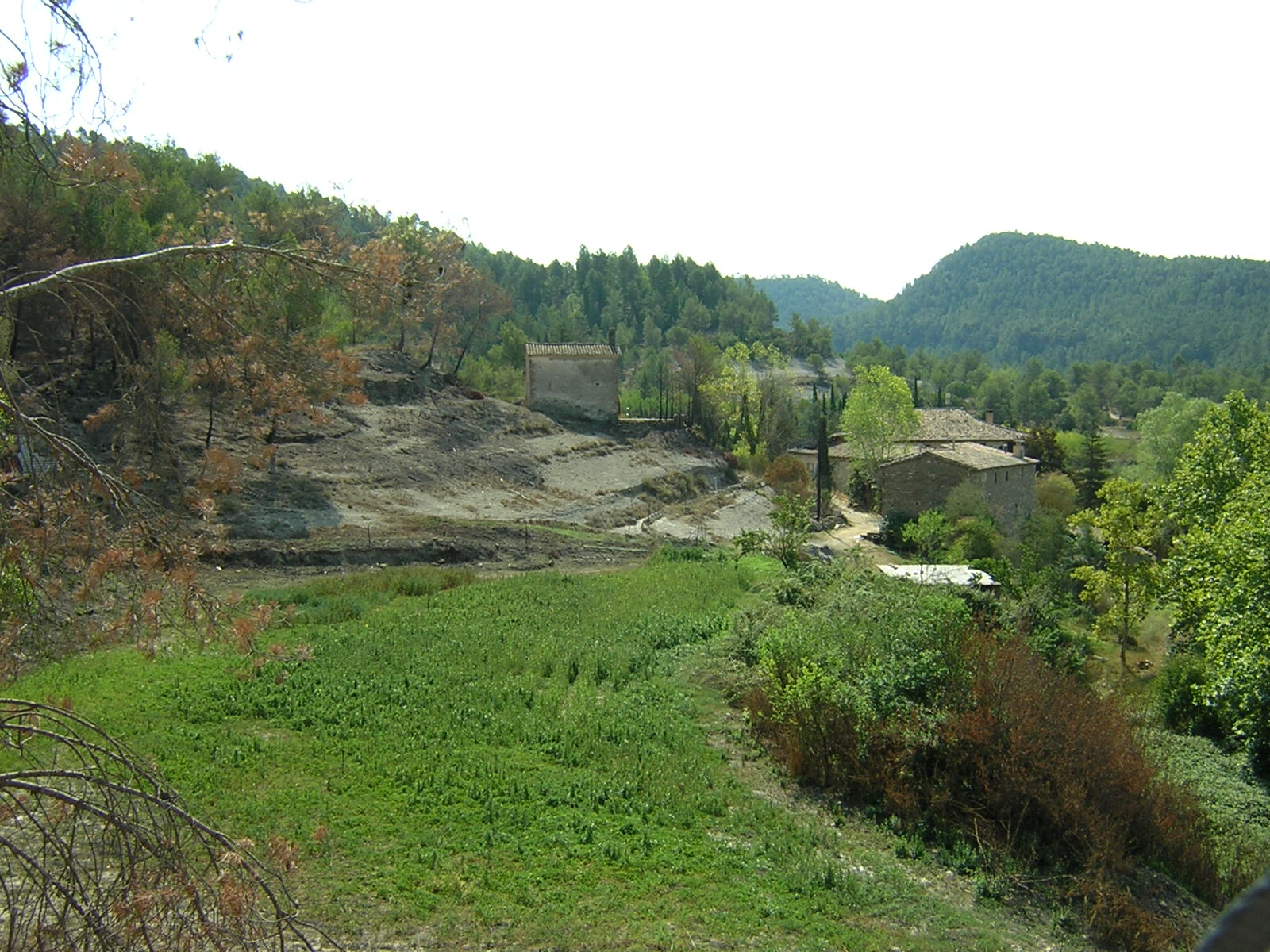
Complex de la Coma, amb la masia, la masoveria i la capella

Masia situada en una coma i encarada a ponent. La seva primera construcció era de planta més o menys quadrada, adossant-s'hi posteriorment un cos al mur nord de l'antiga casa (tines). Portal d'entrada de mig punt, adovellat, i amb l'escut de la casa gravat sobre pedra, al damunt de la dovella central, amb la següent inscripció: 1590, Bartomeu Coma- El mas consta de tres plantes, habitables les dues primeres i golfes la tercera. Als angles de les façanes NW i SE hi ha unes torrelles de defensa, de forma circular, i amb tres espitlleres cadascuna, que donen al mas un caire senyorial i potent. El material constructiu és la pedra; a finestrals, portals i cantonades, carreus ben escairats. Coberta a dos aiguavessos, carener paral·lel a la façana amb motllures ornamentals sota el teulat. Té masoveria del XVIII al costat.
Situada a 10 metres de la masia "La Coma", un xic més amunt de la falda de la muntanya que s'estén per tota la part nord-est de la casa. Encarada a migdia. Consta d'una nau rectangular, amb una petita sagristia adossada als murs de llevant. Porta d'entrada adovellada, de forma rectangular; llinda amb inscripcions. Construcció feta en pedra. Carreus ben escairats als cantons, al portal d'entrada, i a la rossassa que té al seu damunt. Petit campanar d'espadanya d'un sol ull, en pedra.
A finals del segle xix va ser cremada per un incendi, passant a restaurar-se al 1970. Al presbiteri trobam decoració mural feta per Josep Verdaguer, en la que hi són tots els treballadors de la casa.

## Història
No es coneixen notícies de la casa anteriors al 1590, any en què la data l'escut que hi ha sobre la porta d'entrada. Al 1824 s'afegeix un cos al sector nord, bàsicament tines, fetes per Josep Coma. L'era es va enrajolar al 1883 tal com ho recorda una inscripció sobre pedra que resa així: "Ines Coma soc fet enrajolar la era en juriol. 1883". A principis del 1900 es va destruir part de la casa degut a un incendi, quedant abandonada fins als anys 60 en què va ser restaurada conservant l'estructura primitiva. Ara és deshabitada i les seves terres són utilitzades com a centre de jardineria. La construcció i tipologia del mas ens demostren la seva potència econòmica en temps passats.
Sofrí una forta decadència a partir del 1.800, i a mitjan segle xx fou adquirida pel seu actual propietari, un jardiner de Barcelona, que hi instal·là un complex de jardineria que incloïa un projecte de línia de ferrocarril per unir la masia amb el poble (uns 3 quilòmetres al sud). Es construí l'estació, al costat del mas, i s'inicià l'excavació de trinxeres i la instal·lació de vies i canvis d'agulles. Hi foren portades dues locomotores i diversos vagons, procedents del tren de Girona a Sant Feliu de Guíxols, que s'acabava de desmantellar, però el cost de la construcció de la resta del traçat, que havia d'incloure un pont de molta envergadura, feu desistir el propietari de continuar l'obra. Actualment roman dempeus, tot i que sense teulada, l'estació i uns 300 metres de vies. També romanen abandonades les instal·lacions de la jardineria, algunes de les quals no arribaren a entrar mai en funcionament.
La capella data del 1759. La llinda de la porta té la següent inscripció: "Dies fundationis die 4 de agost del any 1759". Des del 1759 tenia culte públic. Als darrers anys del segle passat sembla que alguns veïns la veneraven sota l'advocació de la mare de Déu de les Delícies. Com ja s'ha dit, a finals del segle xix va quedar abandonada, restaurant-la posteriorment. El 7 de Juliol es reinstaurà al culte.